# Filmapalooza
Filmapalooza is een internationaal filmfestival wat als finalefestival dient voor The 48 Hour Film Project. Tijdens dit festival worden de beste films vertoond van het 48 Hour Film Project van het voorgaande jaar. Dus bijvoorbeeld de editie van het jaar 2003 toont de films van de editie van 48 Hour Film Project van het jaar 2002.

## Geschiedenis
In 2001 bedachten twee filmmakers een festival, waarbij filmmakers werden uitgedaagd om een film binnen 48 uur te maken. Dit festival kreeg de naam 48 Hour Film Festival. In het eerste jaar deden alleen nog maar filmmakers mee uit Washington D.C.. Toen het festival een groot succes werd deden al gauw enkele steden meer mee en om de beste films nog een keer te eren samen met de films uit de andere deelnemende steden werd het festival Filmapalooza bedacht. Dit festival werd meteen het finalefestival waarin beslist werd welke film de allerbeste werd van alle steden bij elkaar. De eerste editie was in 2003 en werd gehouden in Washington D.C. In de loop der jaren werd het festival steeds gehouden in een andere stad. Toen in 2003 voor het eerst ook steden meededen aan 48 Hour Film Project deden de stadswinnaars in eerste instantie niet mee aan Filmapalooza. Vanaf 2006 kwam er zowel een nationale versie in de landen die deelnamen als een internationale versie in de Verenigde Staten. De winnaars van dit festival worden vertoond op een internationaal webkanaal van 48 Hour Film Project genaamd 48.tv.
De 12 beste films van filmapalooza krijgen een plekje bij de short film  corner op filmfestival Cannes.

## Edities
De internationale versie van Filmapalooza werd gehouden in de volgende steden.
- 2003: Washington D.C.
- 2004: Austin
- 2005: San Jose
- 2006: San Jose (Californië)
- 2007: Albuquerque
- 2008: San Jose (Californië)
- 2009: Miami, Miami International Film Festival
- 2010: Las Vegas, NAB Show
- 2011: Miami, Miami International Film Festival
- 2014: New Orleans, Louisiana
- 2015: Los Angeles, California
- 2016: Atlanta, Georgia
- 2017: Seattle, Washington
- 2018: Paris, Europe
- 2019: Orlando, Florida
- 2020: Rotterdam, Europe